# Wenzel II. (Teschen)
Wenzel II. (tschechisch Václav II. Těšínský, polnisch Wacław II cieszyński; * zwischen 1488 und 1496; † 17. November 1524) war 1518–1524 mitregierender Herzog von Teschen. Er entstammte dem Teschener Zweig der Schlesischen Piasten.

## Leben
Seine Eltern waren Kasimir II. und Johanna, Tochter des Herzogs Viktorin aus dessen Ehe mit Margarethe, die eine Tochter des böhmischen Adligen Hynek Ptáček von Pirkstein war.
Obwohl Wenzel der zweitgeborene Sohn war, wurde er von seinen Eltern für die herzogliche Nachfolge vorgesehen, da der erstgeborene Friedrich für eine geistliche Laufbahn bestimmt wurde.
1518 wurde Wenzel zum Mitregenten seines Vaters bestimmt. Im selben Jahr vermählte er sich mit Anna von Brandenburg-Ansbach aus der Linie der fränkischen Hohenzollern des Fürstentums Ansbach. Der Ehe entstammten
- ein Sohn, dessen Vorname nicht bekannt ist (1519/20 – ~1525)
- Ludmilla († 1539) sowie
- Wenzel III. Adam (1524–1579).

Wenzel II. verstarb 1524, vier Jahre vor seinem Vater Kasimir II. Über den erst postum geborenen Sohn Wenzel III. Adam übernahm seine Mutter Anna von Brandenburg-Ansbach gemeinsam mit dem mährischen Landeshauptmann Johann von Pernstein bis zur Volljährigkeit 1545 die Vormundschaft.